# ضبيعة
قبيلة ضبيعة بن قيس بن ثعلبة بن عكابة بن صعب من بكر بن وائل والتي تعود إلى ربيعة أحد فرعي قبيلة معد العدنانية والآخر مضر. اشتهر منها الفارس الحارث بن عباد بن ضبيعة، صاحب الفرس النعامة أشهر خيول ربيعة.

## مساكن القبيلة
مثل قبائل ربيعة التي استوطنت نجد ، فقد استوطنت قبيلة بنو ضبيعة إقليم اليمامة وسط نجد وتحديدا قرية الضبيعة التي سميت باسم القبيلة. والتي ما زالت تحمل الاسم حتى هذا اليوم وهي أحد مدن محافظة الخرج في السعودية ، والتي تم إنشائها منذ أن سكنت قبيلة بنو ضبيعة فيها قبل الهجرة ب 200 سنة. فقد كانت اليمامة في نجد من أكثر أقاليم الجزيرة العربية وفرة بالماء والأودية الخصبة والكثيرة.

## من مشاهير القبيلة في الجاهلية
- الشاعر الفارس الحارث بن عباد
- تميم بن قيس بن ثعلبة
- ضبيعة بن قيس بن ثعلبة بن عكابة بن صعب

جد جاهلي من بني بكر بن وائل كان له من الولد: مالك وجحدر وعباد وسعد ونزل بنوه بعد الإسلام بالبصرة.
- جويرية بن أسماء بن عبيد الضبعي

نسبته إلى ضبيعة من بكر بن وائل أطلق ويعرف بالبصري نسبة إلى 
المحلة التي سكنوها بالبصرة عالم بالحديث ثقة بقي من آثاره صحيفة في مكتبة شهيد علي بإسطنبول توفي سنة (173هـ) 
- جحدر بن ضبيعة بن قيس البكري

أبو مكنف فارس بكر في الجاهلية وله شعر قيل اسمه ربيعة وسمي جحدر (وهو في اللغة القصير) له وقائع كثيرة وقتل في حرب تغلب يوم تحلاق اللمم وكان قبل الإسلام بنحو مائة سنة وإليه ينسب عامر بن عبد الملك بن مسمع الجحدري النسابة وجده مسمع بن مالك الجحدري من كبار البكريين كان معاصراً لعبد الملك بن مروان وكان لبني مسمع هذا وبني أخوته في البصرة عدد وثروة كما يقول إبن حزم ومن بنيه الأمير المسمعي إبراهيم بن عبد الله 
- سعد بن ضبيعة بن قيس

من بني بكر بن وائل من ربيعة جد جاهلي قال القلقشندي: كان له من الولد جذيمة وقيس وذهل وعدي وصعب وسمى ابن حزم من بنيه عوفاً وثعلبة ولم يذكر الأولين ومن نسله أعشى قيس 
- عمرو بن خالد الضبعي القيسي البكري

من بني ضبيعة بن قيس بن ثعلبة شاعر جاهلي اشتهر بأشعاره يوم (الوقيط) وهو يوم لبكر ابن وائل على بني تميم وهو القائل:
أن الفـوارس يـوم نـاعـجـة الـنـقـا نـعـم الـفـوارس مـن بـنـي سـيــار
- سعد بن مالك بن ضبيعة بن قيس بن ثعلبة البكري

من سراة بني بكر وفرسانها المعدودين في الجاهلية قال البغدادي له أشعار جياد في كتاب بني قيس بن ثعلبة قتل في حرب البسوس.
- رقاش بنت ضبيعة بن قيس بن ثعلبة

أم جاهلية ينسب إليها بنو ((رقاش)) وهم بنوها من زوجها شيبان بن 
ذهل من بني بكر بن وائل من ربيعة.
- المسيّب بن علس بن مالك بن عمر الضبعي

ابن قمامة من بني ضبيعة من ربيعة شاعر جاهلي كان أحد المقلين المفضلين في الجاهلية وهو خال الأعشى ميمون وكان الأعشى راويته وقيل اسمه زهير وكنيته أبو فضة له (ديوان شعر) شرحه الأمدي.
- جرير بن عبد العزي المتلمس الضبعي

من بني ضبيعة بن ربيعة شاعر جاهلي من أهل البحرين وهو خال طرفة بن العبد كان ينادم عمرو بن هند اللخمي ملك الحيرة ثم هجاه فأراد عمرو قتله ففر إلى الشام ولحق بآل جفنة (ملوكها) ومات في بصرى من أعمال حوران نحو عام (50) قبل الهجرة وهو صاحب الصحيفة التي يضرب بها المثل بحيث يقال (اِِشأم من صحيفة المتلمس).
- وائل بن شرحبيل بن عمرو بن مرثد الضبعي

من ضبيعة بكر بن وائل شاعر فارس جاهلي بين قومه (بني ضبيعة بن قيس) وبني أسد ويربوع وقعة في (خوي) بضم الخاء وفتح الواو قُتل فيها (يزيد بن القحادية) اليربوعي فقال من قصيده:
وغـادرنـا يـزيـد لـدى خـوي فليس بآيـب أخـرى الليـالـي 
وأسر في وقعة فحمل إلى لعلع وهو موضع بين مكاني البصرة والكوفة فقال قرواش بن حوطة الضبي:
إذا وائل حل القطاط ولعلعا وقتل بنو أسد عمه (بشر بن عمرو بن مرثد) فأدرك بنو ضبيعة ثارهم فقال وائل:
أبي يوم هرشي أدرك الوتر فاشتفى بـيـوم قـلاب والـصـروف تـــدور .

## المشاهير في الإسلام
- نصر بن عمران بن عاصم بن واسع الضبعي

من بني ضبيعة من ربيعة أبو جمرة من ثقات الحديث له ذكر في الفتوح من أهل البصرة أقام بنيسابور وانتقل إلى مرو ودخل خراسان مع يزيد بن المهلب ثم أقام بسرخس وتوفي بها سنة (128هـ) 
- عبد الله بن بن محمد بن عبد الله بن عاصم الضبعي

من بني ضبيعة من ربيعة يلقب (الأحوص) شاعر هجاء صافي الديباجة من طبقة جميل بن معمر ونصيب كان معاصراً ل جرير والفرزدق وهو من سكان المدينة وفد على الوليد بن عبد الملك (في الشام) فأكرمه الوليد ثم بلغه عنه ما ساءه من سيرته فردّه إلى المدينة وأمر بجلده فجُلد ونفي إلى دهلك وهي جزيرة بين اليمن والحبشة كان بنو أمية ينفون إليها من يسخطون عليه فبقي بها إلى ما بعد وفاة عمر بن عبد العزيز وأطلقه يزيد بن عبد الملك فقدم دمشق فمات فيها سنة (105هـ) وكان حماد الراوية يقدمه في النسيب على شعراء زمنه ولقب بالحوص لضيق في مؤخر عينه له ديوان شعر وأخباره كثيرة ولإبن بسام الحسن بن علي المتوفي سنة 303 هـ كتاب (أخبار الأحوص) 
- قيس بن عباد الضبعي

من بني ضبيعة من ربيعة من ثقات التابعين ومن كبار صالحيهم قدم المدينة في خلافة عمر بن الخطاب وروى الحديث وسكن البصرة وخرج مع إبن الشعث فقتله الحجاج وذلك سنة (85 هـ) 
- هيصم بن جابر الضبعي

أبو بيهس من بني سعد بن ضبيعة من ربيعة رأس الفرقة (البيهسية) من الخوارج كان فقيهاً متكلماً من الأزارقة وتفرّق هؤلاء إلى فرق منها الأباضية والصفرية والبيهشية وكفّر أبو بيهس نافع بن الأزرق وعبد الله بن إباض التميمي في بعض ما ذهبا إليه وتبعته جماعة وكان ذلك في أيام الوليد الأموي وطلب الحجاج بن يوسف الثقفي أبا بيهس فهرب إلى المدينة وظفر بت واليها عثمان بن حيان المري فاعتقله ولم يشتد عليه إلى أن ورد كتاب من الوليد بقطع يديه ورجليه وصلبه قال المقريزي قتل بالمدينة وصلب سنة (94 هـ) قبحه الله.